# 飛鳥井雅経
飛鳥井 雅経（あすかい まさつね）は、平安時代末期から鎌倉時代前期にかけての公卿・歌人。刑部卿・難波頼経の次男。二条または明日香井を号す。官位は従三位・参議。飛鳥井家の祖。小倉百人一首では参議雅経。

## 経歴
治承4年（1180年）叙爵し、以後侍従などを歴任するが、源頼朝・義経兄弟が対立した際に義経と親しかった父・頼経が配流され、雅経も連座して鎌倉に護送される。だが、雅経は頼朝から和歌・蹴鞠の才能を高く評価され、頼朝の息子である頼家・実朝とも深く親交を結んだ。その結果、頼朝から猶子として迎えられ、更に鎌倉幕府政所別当・大江広元の娘を正室とするなど重んじられた。建久8年（1197年）に罪を許されて帰京する際には、頼朝から様々な贈物を与えられた。
その後、後鳥羽上皇の近臣として重んじられ、建保6年（1218年）には従三位に叙せられ、承久2年（1220年）には参議に任命された。また、院における歌壇でも活躍している。和歌は秀句を好み、後鳥羽上皇に「雅経は、殊に案じかへりて歌詠みしものなり（＝雅経はとりわけあれこれ思いめぐらして歌を詠む者である）」と評されたが、本歌のことばをとりすぎるという批判もあった。
建仁元年（1201年）7月和歌所寄人となり、また同年11月には上古以来の和歌を撰進する。更にこれを機に始まった勅撰和歌集『新古今和歌集』（元久2年（1205年）奏進）の撰者の一人となった。更に蹴鞠でも重んじられ、承元2年（1208年）に大炊御門頼実が後鳥羽上皇を招いて開いた鞠会で優れた才能を発揮して、上皇から「蹴鞠長者」の称号を与えられた。後に雅経は飛鳥井流蹴鞠の祖とされ、『蹴鞠（しゅうきく）略記』などを著した。また、鎌倉幕府の招きによって鎌倉へ度々下向し、3代将軍になった実朝と藤原定家・鴨長明との間を取り持っている。
日記に『雅経卿記』、家集に『明日香井集』があり、『新古今和歌集』（22首）以下の勅撰和歌集に132首が入集している。
- 小倉百人一首
  - 94番 み吉野の 山の秋風 さ夜ふけて ふるさと寒く 衣うつなり （『新古今和歌集』秋・483）

## 系譜
- 父：難波頼経
- 母：源顕雅の娘
- 妻：大江広元の娘
  - 男子：飛鳥井教雅
  - 男子：飛鳥井教定（1210-1266）
  - 男子：飛鳥井教経
- 生母不明の子女
  - 女子：藤原忠継室
  - 女子：安達義景継室

## 関連作品
テレビドラマ
- 『草燃える』（1979年、NHK大河ドラマ） - 演：牧村泉三郎